# Kinney (Minnesota)
Kinney – miasto w Stanach Zjednoczonych, w stanie Minnesota, w hrabstwie St. Louis.